# Suspended Family Coaster
Der Suspended Family Coaster (kurz SFC) ist ein Stahlachterbahnmodell des niederländischen Herstellers Vekoma. Die Bahn fährt unter den Schienen, ist extra für Familien konstruiert (im Gegensatz zum Suspended Looping Coaster desselben Herstellers) und fährt durchschnittlich einen 400 Meter langen Rundkurs. Es gibt sechs Ausprägungen dieser Modell-Linie. Der SFC hat einen Lifthill mit Reibradantrieb und Wirbelstrombremsen. Da es keine Blockbremsen gibt, haben die Bahnen jeweils nur einen Zug für 8–10 (294 m) beziehungsweise 16–20 Personen (342 m bzw. 400 m). Laut Hersteller dürfen Personen ab 100 bzw. 110 cm Körpergröße mit den Bahnen fahren.

## Geschichte
Der Suspended Family Coaster debütierte 2001 mit der Eröffnung des Rugrats Runaway Reptar auf Kings Island in Ohio, USA, und Silver Streak im Schwesterpark Canada’s Wonderland.
Die ursprünglichen Konstruktionen enthielten Züge mit einem Sicherheitssystem, das aus Schulterbügel bestand. Diese Rückhaltesysteme wurden mit einem gurtartigen Verbinder eingerastet, der an der Sitzbasis befestigt ist.
Im März 2007 debütierte Vekoma mit einer neuen Version des Suspended Family Coaster, dem 294-Meter-Modell. Die erste Installation war Jimmy Neutron’s Atomic Flyer im Movie Park Germany. Die Fahrt unterscheidet sich von den früheren Suspended Family Coasters durch ein tragbares Untergestell anstelle der Fundamente und einen neuen Zugstil mit vollgepolsterten Sitzen, die mit Halteseilen für die Reckstange ausgestattet sind, der TÜV in Deutschland hat die Anlage Jimmy Neutron’s Atomic Flyer im Movie Park Germany sogar schon für Personen ab 95 cm freigegeben.
Einen Monat später, im April 2007, wurde das 395-Meter-Modell in Gröna Lund in Schweden mit Kvasten vorgestellt. Die Fahrt verfügt über dieselben neu gestalteten Züge wie der Atomic Flyer von Jimmy Neutron. Die Fahrt bietet auch ein größeres Layout mit einer Höhe von 20 Metern und einer Länge von 395 Metern.

## Modelle

### 294 m

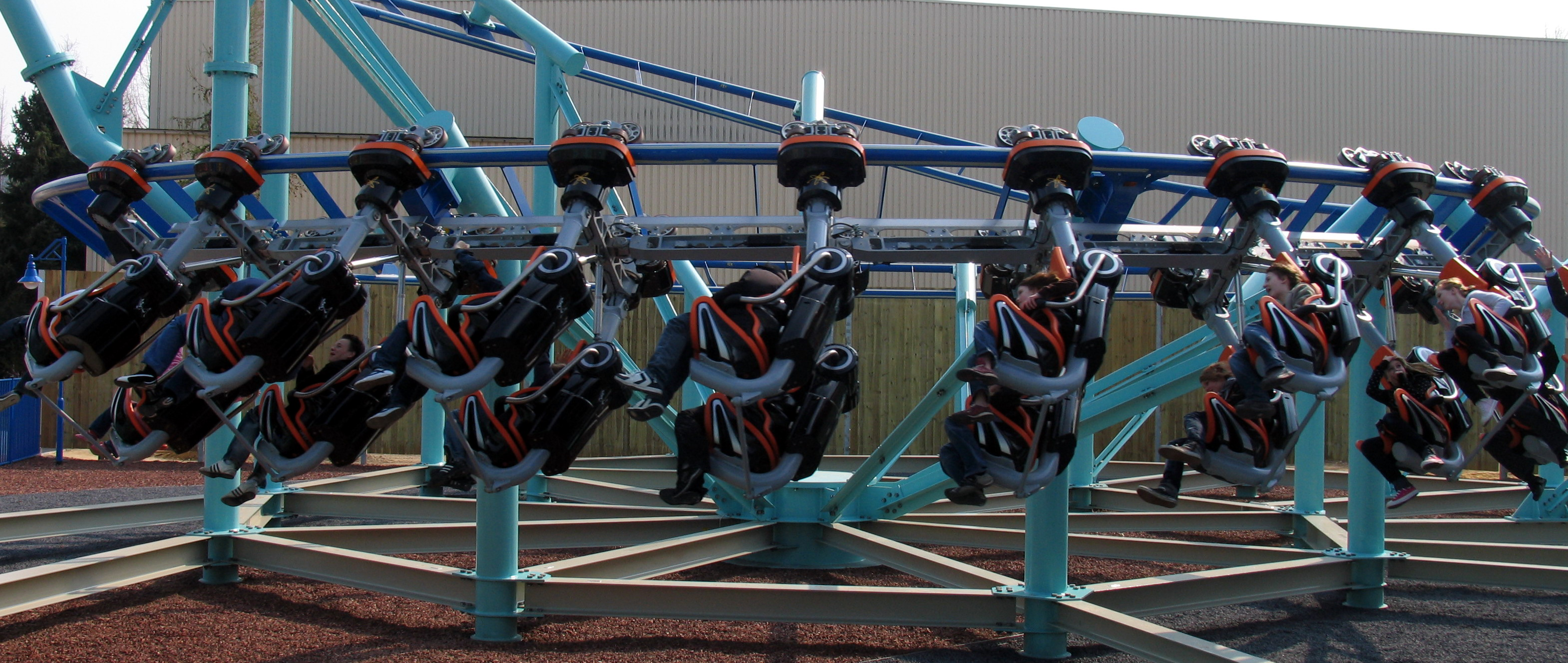
Jimmy Neutron’s Atomic Flyer im Movie Park Germany

Die kürzeste Bahn des SFC ist das 294 m Modell, sie fährt bis zu 15 Meter hoch und erreicht eine Geschwindigkeit von 48 km/h.
| Name                         | Park               | Baujahr       | Land               |
| ---------------------------- | ------------------ | ------------- | ------------------ |
| Jimmy Neutron’s Atomic Flyer | Movie Park Germany | März 2007     | Deutschland        |
| Steel Lasso                  | Frontier City      | 18. Juli 2008 | Vereinigte Staaten |

### 342 m

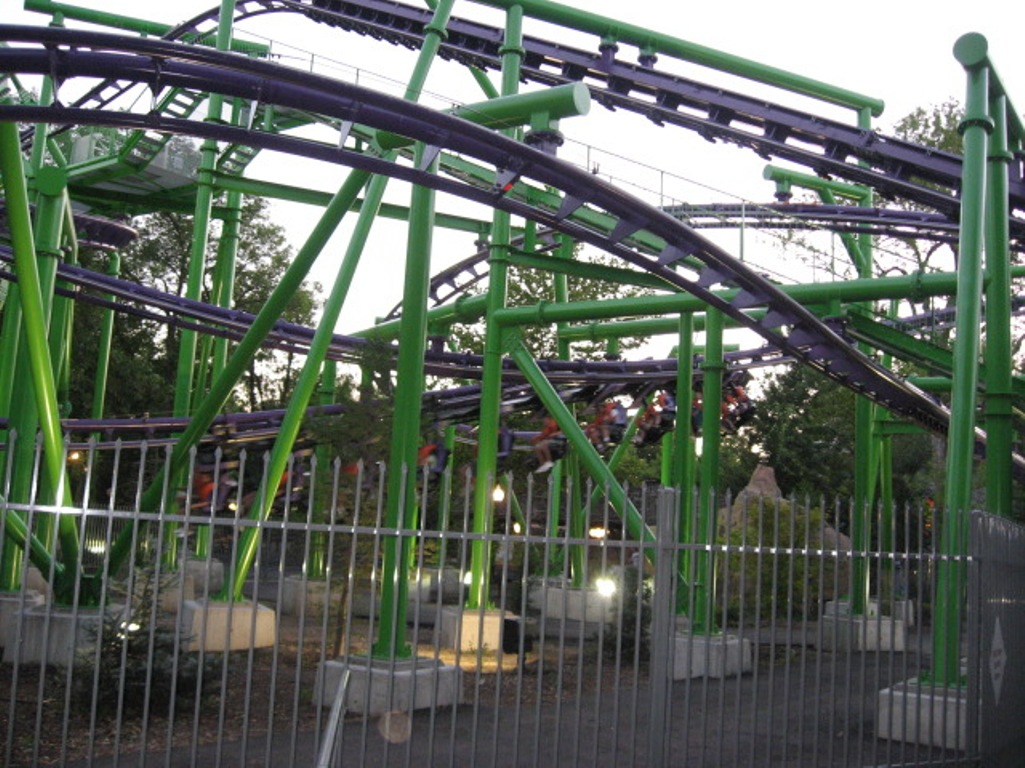
Bat in Lagoon

| Name                    | Park                                              | Baujahr            | Land               |
| ----------------------- | ------------------------------------------------- | ------------------ | ------------------ |
| Bat                     | Lagoon                                            | 16. April 2005     | Vereinigte Staaten |
| Flying Ace Aerial Chase | Kings Island                                      | 2001               | Vereinigte Staaten |
| Kenny's Forest Flyer    | Dreamworld                                        | 26. Dezember 2002  | Australien         |
| Kiddy Hawk              | Carowinds                                         | 22. März 2003      | Vereinigte Staaten |
| Flying School           | Cypress Gardens Adventure Park / Legoland Florida | 12. September 2004 | Vereinigte Staaten |
| Silver Streak           | Canada’s Wonderland                               | 6. Mai 2001        | Kanada             |
| Swamp Thing             | Wild Adventures                                   | 10. Mai 2003       | Vereinigte Staaten |

### 375 m
| Name           | Park                               | Baujahr      | Land               |
| -------------- | ---------------------------------- | ------------ | ------------------ |
| Pheonix        | Deno's Wonder Wheel Amusement Park | 2. Juli 2021 | Vereinigte Staaten |
| Speed of Light | BON Luxury Theme Park              | 2025         | Mexiko             |

### 395 m

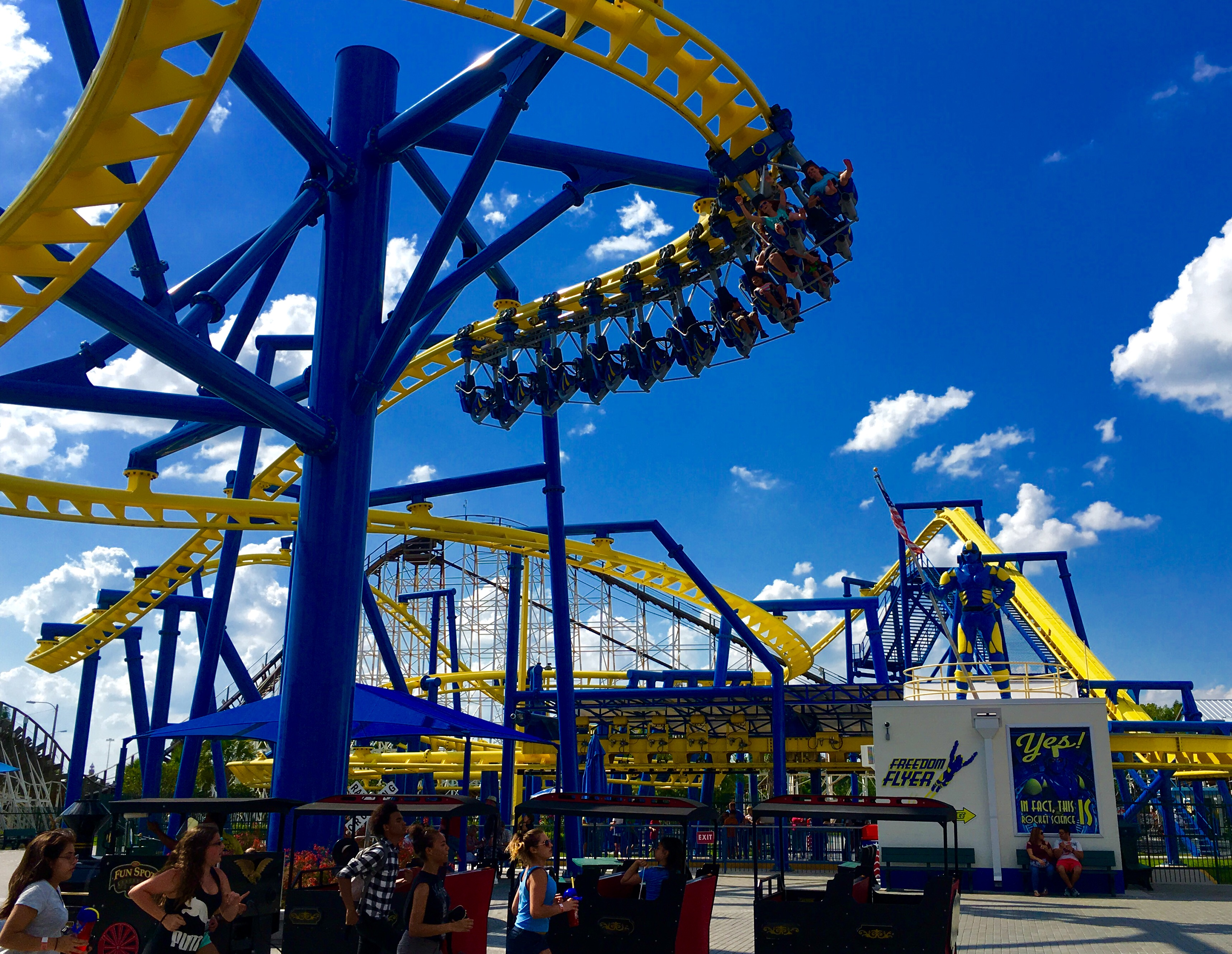
Freedom Flyer in Fun Spot America

Das 395 m Modell fährt bis zu 19,6 Meter hoch und erreicht eine Geschwindigkeit von 50 km/h.
| Name                                        | Park                                     | Baujahr          | Land                   |
| ------------------------------------------- | ---------------------------------------- | ---------------- | ---------------------- |
| Aurora                                      | Hossoland                                | 27. Juni 2025    | Polen                  |
| Family Coaster / 패밀리 코스터              | Children’s Grand Park / 서울어린이대공원 | 2014             | Südkorea               |
| Flight of the Pterosaur                     | Paultons Park                            | 17. Mai 2016     | Vereinigtes Königreich |
| Freedom Flyer                               | Fun Spot America                         | Mai 2013         | Vereinigte Staaten     |
| Insomnio                                    | Kataplum                                 | 1. November 2018 | Mexiko                 |
| Kvasten                                     | Gröna Lund                               | 28. April 2007   | Schweden               |
| Little Dragon's Flight / Theo Dấu Chân Rồng | Dragon Park                              | 25. Januar 2017  | Vietnam                |
| Roller Coaster                              | Galaxy Park (Kiew)                       | Dezember 2016    | Ukraine                |

### 453 m

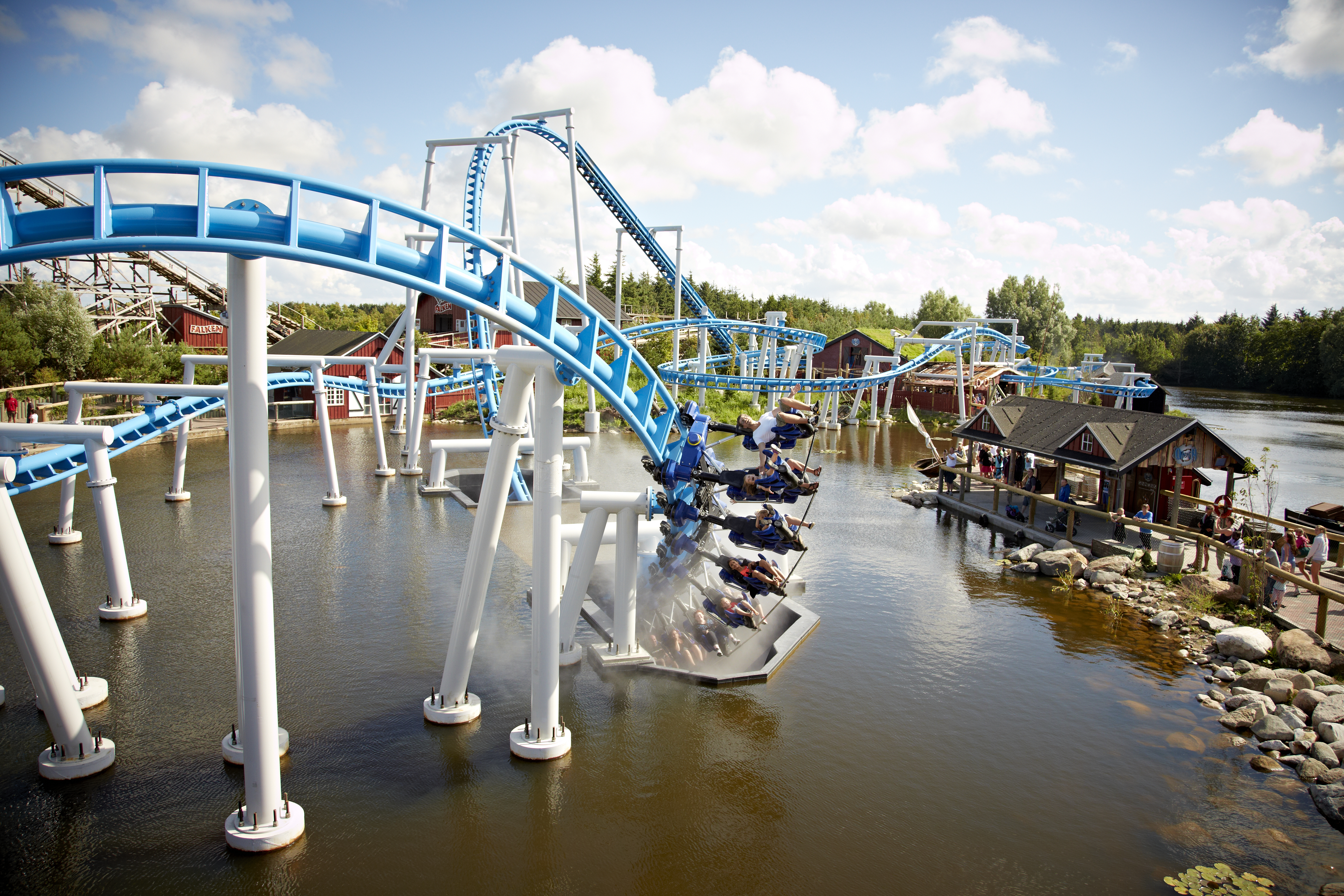
Orkanen im Fårup Sommerland

| Name                       | Park                                           | Baujahr           | land                |
| -------------------------- | ---------------------------------------------- | ----------------- | ------------------- |
| Big Top                    | Oriental Heritage (Changsha) / 方特东方神画    | 2019              | Volksrepublik China |
| Desert Twister             | Vinpearl Land                                  | 2018              | Vietnam             |
| Dragonflier                | Dollywood                                      | 10. Mai 2019      | Vereinigte Staaten  |
| Dragon Roller Coaster      | Energylandia                                   | 4. Juni 2015      | Polen               |
| Eagle Warriors             | Vinpearl Land                                  | 1. Juni 2020      | Vietnam             |
| Flight of the Wicked Witch | Warner Bros. Movie World                       | 20. Dezember 2024 | Australien          |
| Fire Mountain / 穿越火山   | Fantawild Dino Kingdom                         | 22. Juni 2022     | Volksrepublik China |
| Galaxy Express / 时空穿梭  | Fantawild Dreamland (Zhengzhou) / 方特梦幻王国 | 9. Juli 2015      | Volksrepublik China |
| Galaxy Express / 时空穿梭  | Oriental Heritage (Xiamen) / 方特东方神画      | 16. April 2017    | Volksrepublik China |
| Ocean Adventure            | Happy Valley (Nanjing) / 欢乐谷                | 11. November 2020 | Volksrepublik China |
| Orochi                     | Parc du Bocasse                                | 1. Juli 2021      | Frankreich          |
| Orkanen                    | Fårup Sommerland                               | 5. Juni 2013      | Dänemark            |
| TNT                        | Gumbuya World                                  | 23. Dezember 2022 | Australien          |
| unbekannt                  | Oasis at Lakeport                              | 2025              | Vereinigte Staaten  |

### 550 m
| Name        | Park                 | Baujahr | Schließung | Land                |
| ----------- | -------------------- | ------- | ---------- | ------------------- |
| Serpentikha | Aztlán Parque Urbano | 2025    |            | Mexiko              |
| unbekannt   | Evergrande           | 2021    | 2022       | Volksrepublik China |
| unbekannt   | Cacau Park           | 2027    |            | Brasilien           |